# Christoph Martin Wieland
Christoph Martin Wieland (født 5. september 1733 i Oberholzheim ved Laupheim i Baden-Württemberg, død 20. januar 1813 i Weimar) var en tysk digter, oversætter og udgiver i oplysningstiden.
Wieland hørte – ved siden af Gotthold Ephraim Lessing, Georg Christoph Lichtenberg og Immanuel Kant – til de betydeligste forfattere i oplysningstidens tysksprogede område og den ældste af de såkaldte Viergestirns von Weimar ('de fire stjerner fra Weimar'; de tre øvrige var Johann Gottfried Herder, Johann Wolfgang Goethe og Friedrich Schiller).)
Han var søn af en protestantisk præst. Som 12-årig skrev han vers på latin og sit modersmål samt fik en omfattende uddannelse. Mellem 1747 og 1749 besøgte han den stærkt pietistiske skole i Klosterbergen ved Magdeburg, men læste samtidigt fritænkerskrifter. Under indflydelse af sin slægting Sophie von Gutermann (siden Sophie von La Roche) styrkedes han i sine strengt idealistiske forsætter og begyndte 1750 at digte for alvor. Da Wieland i to år havde gjort juridiske studier ved Tübingens universitet, kom han 1752-54 i digteren Johann Jakob Bodmers hjem i Zürich og var i yderligere fem års tid informator i samme by samt et år i Bern, hvor han stod i fortroligt forhold til Julie Bondeli, som siden blev Jean-Jacques Rousseaus veninde.
1760 blev han ansat som kancellidirektør i Biberach i Baden-Württemberg. Hos greve Stadion på det nærtliggende Warthausen slot fandt han 1762 en omgangskreds der med engelsk og fransk fritænkeri havde en gennemgribende virkning på ham. Han opgav sin tidligere mystisk-asketiske livsopfattelse og antog en mere frisindet livsfilosofi. Han giftede sig 1765 med Anna Dorothea von Hillenbrand. Wieland blev 1769 udnævnt til professor i filosofi og regeringsråd i Erfurt og valgtes 1772 af hertuginde Anna Amalia af Braunschweig-Wolfenbüttel som opdrager for arveprinsen Karl August af Weimar og dennes broder Konstantin.
I Weimar blev Wieland ven med Goethe og Herder og andre kulturpersonligheder. I Weimar udgav han månedsskriftet Der teutsche Merkur (1773-89) og dets fortsættelse Neuer deutscher Merkur (1790-1810). Hans andet tidskrift, Attisches Museum (1796 -1801), fortsatte med Neues attisches Museum (1802-10).
Wieland oversatte også flere værker af Shakespeare, Horats, Lukian og Euripides til tysk.